# Borboropactus
Borboropactus – rodzaj pająków z rodziny ukośnikowatych, opisany po raz pierwszy przez Simona w 1884 roku. Obejmuje 15 gatunków, które w większości zamieszkują Azję, ale także Afrykę (B. australis, B. noditarsis, B. silvicola i B. squalidus).

## Gatunki
Należą tu następujące gatunki:
- Borboropactus asper O. P.-Cambridge, 1884 (Sri Lanka)
- Borboropactus australis Lawrence, 1934 (południowa Afryka)
- Borboropactus biprocessus Tang, Yin & Peng, 2012 (Chiny)
- Borboropactus bituberculatus Simon, 1884 (wyspy Maluku i Nowa Gwinea)
- Borboropactus brevidens Tang & Li, 2010 (Chiny)
- Borboropactus cinerascens Doleschall, 1859 (Jawa, Sumatra i Nowa Gwinea)
  - Borboropactus cinerascens sumatrae Strand, 1907 (Sumatra)
- Borboropactus edentatus Tang & Li, 2010 (Chiny)
- Borboropactus elephantus Tikader, 1966 (Indie)
- Borboropactus javanicola Strand, 1913 (Jawa)
- Borboropactus jiangyong Yin et al., 2004 (Chiny)
- Borboropactus longidens Tang & Li, 2010 (Chiny)
- Borboropactus noditarsis Simon, 1903 (zachodnia Afryka)
- Borboropactus nyerere Benjamin, 2011 (Tanzania)
- Borboropactus silvicola (Lawrence, 1938) (południowa Afryka)
- Borboropactus squalidus Simon, 1884 (centralna Afryka)
- Borboropactus vulcanicus Doleschall, 1859 (Jawa)